# イルワン・シャー
ムハンマド・イルワン・シャー・ビン・アリスマーイール（Muhammad Irwan Shah bin Arismail、1988年11月2日 - ）は、シンガポールのサッカー選手。シンガポール代表。現在、シンガポールプレミアリーグのホウガン・ユナイテッドFCに所属している。ポジションはSB。

## 概要
元々は左サイドバックであり、クロスも入れる事から、シンガポール・ライオンズXIIでも重要な役割を果たしていた。また、左のみならず、右のサイドバックもこなす事の出来る選手である。

## 経歴
彼は2010年9月7日のヤング・ライオンズ対北京国安サテライト戦でピッチ上の乱闘に参加した選手の一人である。これによってシンガポールサッカー協会から2000シンガポール・ドルの罰金を科された。

## タイトル

### クラブ
シンガポール・ライオンズXII
- マレーシア・スーパーリーグ: 2013

ウォリアーズFC
- Great Eastern Yeo's S.League: 2014

### 代表
シンガポール
- 東南アジアサッカー選手権: 2012